# Протерије Александријски
Протерије је био презвитер у Александрији у оно време када је патријарх у том месту био јеретик Диоскор, један од покретача монофизитске јереси, која је учила да у Христу нису две природе него једна. У то време царовали су Маркијан и Пулхерија. Протерије, муж свет и благочестив, устаде против Диоскора, због чега претрпе многе муке. Тада би сазван Четврти васељенски сабор у Халкидону, на коме јерес монофизитска би осуђена, Диоскор збачен с престола патријаршијског и послат у заточење. На његово место би изабран овај правоверни муж Протерије. Он управљаше црквом са ревношћу и љубављу истинског следбеника Христова. Но следбеници Диоскорови не престаше стварати метеж у Александрији. При једном таком крвавом метежу Протерије изађе из града с намером да се привремено удаљи, али му се на путу јави пророк Исаија и рече: „Врати се у град, ја чекам да те узмем“. Протерије се врати и уђе у цркву. Чувши за ово, обесни јеретици навалише у цркву, ухватише патријарха и ножевима га избодоше. С Протеријем погибоше тада још шесторица хришћана. Овај светитељ је убијен 457. године.
Српска православна црква слави га 28. фебруара по црквеном, а 13. марта по грегоријанском календару.